# Réal Collobrier
Le Réal Collobrier est une rivière du département du Var, en région Provence-Alpes-Côte d'Azur, longue de presque 20 km. C’est un affluent du Réal Martin, donc un sous-affluent du Gapeau.

## Géographie
Il prend sa source à l’est de Collobrières, à 555 m d'altitude, à proximité de la piste de Valescure, dans le massif des Maures. Il s'appelle aussi dans cette partie haute le vallon du Rascas.
Après avoir reçu l’apport de nombreux ruisseaux, il coule globalement de l'est vers l'ouest et il traverse Collobrières, longe la D 14 et conflue avec le Réal Martin au Pont-Vieux, au nord de Pierrefeu-du-Var, à 68 m d'altitude, celui-ci ayant reçu juste avant l'apport du Merlançon au niveau du Pont dit "des Platanes", soit cent mètres plus au nord.
Il semble que, dans un premier temps, le Réal Collobrier ait été affluent direct du Gapeau, le Réal Martin ne possédant alors qu’un cours très réduit au nord de l’actuel Pierrefeu. Par la suite, le Réal Martin a rompu la bande de terre qui le séparait du Réal Collobrier et en a envahi le lit : on parle de « capture ». Le Réal Collobrier est passé ainsi à l'état d'affluent du Réal Martin, devenu plus important à la suite de la capture d'autres petits cours d'eau affluents de l'Aille, elle-même affluent de l'Argens.

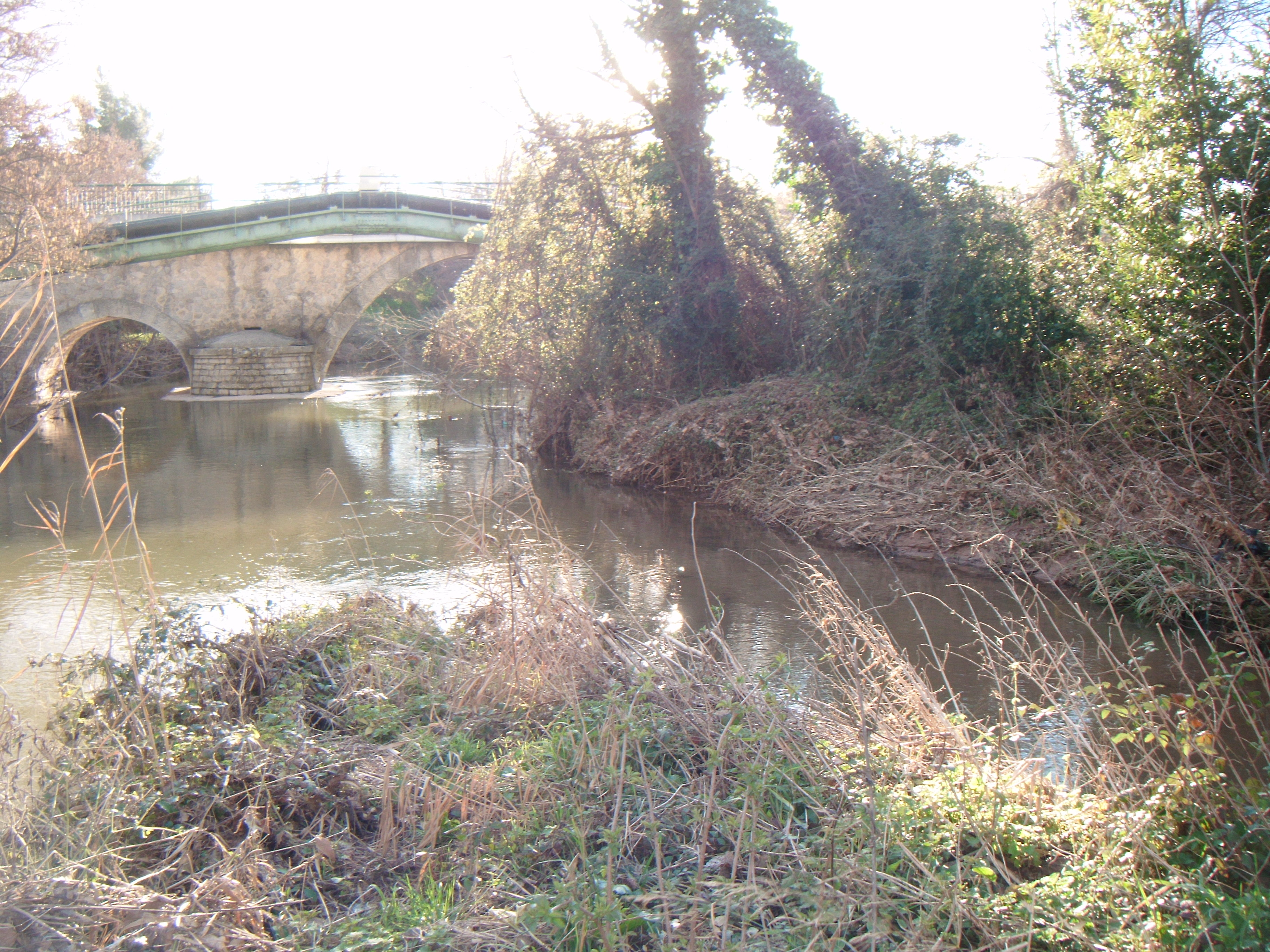
Le confluent du Réal Collobrier avec le Réal Martin vu du Nord

Où l'on voit le « petit » Réal Martin « squatter » le lit du plus important Réal Collobrier afin de l'emprunter jusqu'au confluent avec le Gapeau au sud de la vallée de Sauvebonne, au niveau du Plan-du-Pont, formant la limite des communes d'Hyères (ouest) et de La Crau (est).

### Communes et cantons traversés
Dans le seul département du Var, le Réal Collobrier traverse les deux seules communes suivantes, de l'amont vers l'aval, de Collobrières (source), Pierrefeu-du-Var (confluence).
Soit en termes de cantons, le Réal Collobrier prend source dans le canton du Luc et conflue dans le canton de Garéoult, le tout dans l'arrondissement de Toulon.

### Bassin versant
Le Réal Collobrier traverse une seule zone hydrographique 'Le Gapeau du Réal Martin au vallon des Borrels' (Y461) de 292 km2 de superficie. Le bassin versant du Réal Coolbier est de 92 km2
Ce bassin versant peut être subdivisé en sous bassins correspondant à des surfaces alimentant  les affluents  du  cours d’eau  principal, et présentant eux aussi un exutoire. Sept sous-bassins sont répartis sur le bassin versant du Real Collobrier :
- Pont de fer
- Malière
- Rimbaud
- Valescure
- Maurets
- Collobrières
- Vaubarnier

### Organisme gestionnaire
L'organisme gestionnaire actuel est le Syndicat Mixte du Gapeau, ou SMBVG soit encore le Syndicat mixte du bassin versant du Gapeau, vis à Pierrefeu-du-Var et créé le 3 février 2014 par arrêté préfectoral. Une commission locale de l'eau avait déjà été initié en 2003.

## Affluents

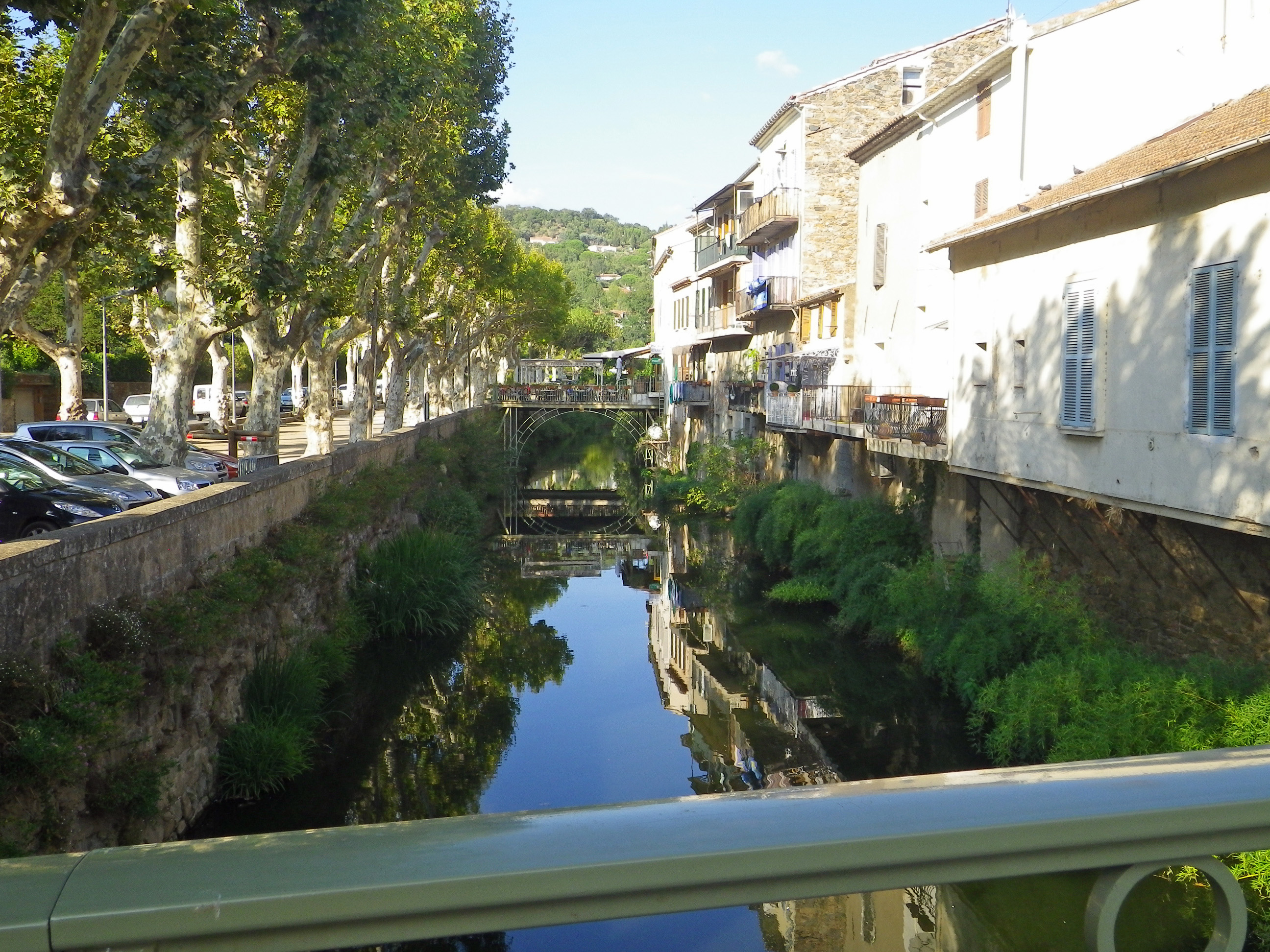
Le Réal Collobrier à Collobrières.

Le Réal Coolbrier a onze affluents référencés
- le ruisseau des Bourganières : (rd) (7,5 km) avec cinq affluents et de rang de Strahler trois.
- le vallon de Vaubarnier,
- le vallon des Vaudrèches, avec un affluent :
  - le vallon des Pourcieux,
- le vallon de Marin,
- le vallon de Pérache,
- le ruisseau des Vaubelons,
- le ruisseau des Vaucanes,
- le ruisseau des Bonnaux,
- le ruisseau de la Malière : (rg) (7,7 km) prend sa source sur les hauts de Bormes et conflue sur le territoire de Collobrières. Avec trois affluents et un sous-affluent, il est aussi de rang de Strahler trois.
- le ruisseau du Gaget,
- le vallon de Maraval (rd) (9,3 km), de rang de Strahler un.

Le rang de Strahler est donc de quatre.

## Hydrologie
Le Réal Collobrier a été observé à trois stations hydrologiques deux à Collobrières, pour un bassin versant de 29,5 km2 à 164 m d'altitude, de 1965 à 1982, pour un bassin versant de 29 km2 à 163 m d'altitude, de 1972 à 1994 et la dernière à Pierrefeu-du-Var.

### Le Réal Collobrier à Pierrefeu-du-Var (Pont de fer)
A la station Y4615610 Le Réal Collobrier à Pierrefeu-du-Var (Pont de Fer), le bassin versant est de 70,6 km2 à 89 m d'altitude, le module y est de 0,663 m3/s pour une observation de 29 ans de 1966 à 1994.

### Étiage ou basses eaux
À l'étiage, c'est-à-dire aux basses eaux, le VCN3, ou débit minimal du cours d'eau enregistré pendant trois jours consécutifs sur un mois, en cas de quinquennale sèche s'établit à 0,001 m3/s, ou 1 l/s ce qui est très peu.

### Crues
Sur la période d'observation de 1966 à 1994, le débit journalier maximal a été observé le 28 décembre 1972 pour 78 m3/s. Le débit instantané maximal a été observé le même 28 décembre 1972 avec 113 m3/s alors que la hauteur maximale instantanée a été de 313 cm soit 3,13 m le 14 septembre 1968.
Le QIX 10 est de 72 m3/s et le QIX 20 est de 87 m3/s et le QIX 50 a même été calculé à 110 m3/s. Le QIX 2 s'établit à 33 m3/s et le QIX 5 à 56 m3/s.

### Lame d'eau et édit spécifique
La lame d'eau écoulée dans cette partie du bassin versant de la rivière est de 284 millimètres annuellement, ce qui est dans la moyenne en France (300 millimètres annuellement). Le débit spécifique (Qsp) atteint 9,0 litres par seconde et par kilomètre carré de bassin.